# Blyxa japonica
Blyxa japonica là một loài thực vật có hoa trong họ Hydrocharitaceae. Loài này được (Miq.) Maxim. ex Asch. & Gürke mô tả khoa học đầu tiên năm 1889.